# Escola Anxaneta
L'Escola Anxaneta és un centre públic d'educació infantil i primària de Mataró adscrit al Departament d’Ensenyament de la Generalitat de Catalunya.
Al principi, era una escola privada. Durant la transició espanyola, però, va passar a formar part del Col·lectiu d'Escoles per l'Escola Pública Catalana i va afavorir el pas a l'educació pública. Així doncs, el 9 de desembre del 1987, amb la signatura del conveni d’integració de l’Anxaneta a la xarxa d’escoles públiques, es va efectuar aquest canvi.
El nom del centre prové del mot «enxaneta», tot i que escrit incorrectament amb a per tradició. Un dels fundadors, Pim Montserrat, creu que això suposa un tret identitari més i recalca que el nom es va decidir conjuntament amb els pares fundadors: «vam creure que voler tocar el cel representava la unió per aconseguir fer més coses i anar més amunt».